# Александропольский сельский совет (Петропавловский район)
Александропольский сельский совет (укр. Олександропільська сільська рада) — входит в состав
Петропавловского района
Днепропетровской области
Украины.
Административный центр сельского совета находится в 
с. Александрополь.

## Населённые пункты совета
- с. Александрополь
- с. Новодмитровка
- с. Озёрное
- с. Толстое
- с. Успеновка